# 마리즈 콩데
마리즈 콩데(프랑스어: Maryse Condé, 1937년 2월 11일 ~ 2024년 4월 2일)는 프랑스 과들루프 출신의 소설가이다.

## 저작 목록
- 에레마코농(Hérémakhonon, 1976)
- 리하타의 계절(Une saison à Rihata, 1981)
- 세구: 흙으로 된 벽(Ségou: Les murailles de terre, 1984)
- 세구: 흙부스러기(Ségou: La terre en miettes, 1985)
- 나, 티투바, 세일럼의 검은 마녀(Moi, Tituba, sorcière… Noire de Salem, 1986)
- 사악한 삶(La vie scélérate, 1987)
- 맹그로브 횡단(Traversée de la mangrove, 1989)
- 최후의 아프리카 왕(Les derniers rois mages, 1992)
- 신세계의 식민지(La colonie du nouveau monde, 1993)
- 마음의 이주(La migration des coeurs, 1995)
- 데지라다(Desirada, 1997)
- 셀라니르의 잘린 목(Célanire cou-coupé, 2000)
- 아름다운 크레올(La belle créole, 2001)
- 야만인 여성의 역사(Historie de la femme cannibale, 2003)
- 어두운 미녀들(Les belles ténébreuses, 2008)
- 침수를 기다리며(En attendant la montée des eaux, 2010)
- 이반과 이바나의 경이롭고 슬픈 운명(Le fabuleux et triste destin d’Ivan et d’Ivana, 2017)